# Repinique

Repinique

Die Repinique (auch Repique, eine ältere Schreibweise ist Repenique, im Portugiesischen männlich: o repinique, also „der Repinique“) ist eine kleine Trommel aus der brasilianischen Perkussion, die im Samba und im Sambareggae verwendet wird. 
Der Klangkörper der Trommel ist 30 bis 40 Zentimeter (12 bis 16 Zoll) hoch und hat üblicherweise einen Durchmesser zwischen 10 und 12 Zoll. Sie wurde zunächst aus Holz gefertigt und es waren Ziegenfelle als Schlagfell aufgespannt. Aus praktischen Gründen wurden die Felle im Lauf der Entwicklung der Trommel durch solche aus Nylon ersetzt. Heute besteht der Klangkörper aus Metall und die Felle aus Nylon, wodurch der Klang im Laufe der Zeit immer höher und metallischer wurde, da sich Nylonfelle stärker spannen lassen.
Sie wird mit einem Holzschlegel und einer bloßen Hand oder mit zwei dünnen Holz- oder Plastikstöcken gespielt und wegen des hohen Klangs oft für „Calls“ (port.: chamadas für „Rufe“) benutzt. Typischer toque (port. für „Spiel-, Rhythmusmuster“) des Instruments im Samba ist der Schlag mit der Hand vor dem eigentlichen Beat. Im musikalischen Gefüge einer Samba-Perkussionsgruppe (port.: bateria) ergänzt sie die Tamborins, kleine Rahmentrommeln. Im Sambareggae sind die 3-2-Clave bzw. der „umgedrehte“ Bossa-Nova-Schlag typische Spielmuster der Gruppen, die sie mit zwei Stöcken spielen.
Eine verwandte Version der Repinique ist die Bacurinha. Sie ist kleiner im Durchmesser, etwas kürzer und wird ausschließlich mit zwei langen dünnen Gerten gespielt. Bei der Gruppe Timbalada ersetzte sie die vorher verwendeten Tamborins.